# Негубек-хан
Негубек-хан — седьмой хан Чагатайского ханства (1271–1272). Сын Сарбана.

## Биография
В 1271 году Негубек был назначен Хайду главой Чагатайского ханства. Однако через год после возведения на престол он восстал против своего хозяина, возможно, в связи с восстаниями, поднятыми сыновьями Алгу и Борака. В ответ Хайду послал армию против Негубека, и последний был вынужден бежать на восток. Вскоре после этого он был убит, и впоследствии его заменил.